# Кімберлі Дрю
Кімберлі Дрю (англ. Kimberly Drew) — американська мистецька кураторка і письменниця. Вона найкраще відома як колишня менеджерка соціальних медіа в Музеї мистецтва Метрополітен. Вона випустила свою першу книгу, This Is What I Know About Art 20 червня 2020 року та опублікувала антологію під назвою «Black Futures» з колумністкою Forbes Дженною Вортем.

## Раннє життя та освіта
Дрю виросла у селищі Орандж, Нью-Джерсі в родині художників. У 2008 році вона закінчила школу-інтернат Святого Георгія в Міддлтауні. Під час навчання коледжі Сміт, Дрю стажувалася в музеї студії в Гарлемі з Тельмою Голден, що пізніше вплинуло на її вибір професії. У 2012 році Дрю закінчив коледж Сміта з дипломом бакалавра в галузі історії мистецтва та африканських студій, а також спеціалізацією в музейних дослідженнях.

## Кар'єра
Дрю почала вести блог Black Contemporary Art на Tumblr ще під час навчання у коледжі. Дрю та інші робили публікації про темношкірих художників, які були представлені на вебсайтах музею, але не мали цифрової присутності на Tumblr, щоб вони "були частиною записаної історії".
Дрю називала себе "кураторкою" "чорного" мистецтва  ", і була визнаною Artsy за адвокатуру расової рівності в мистецтві. Вона говорила про важливість прив'язування мистецтва до активності та протестів, Зокрема, в безпосередньому наслідку вбивств чорних американців, таких як Джордж Флойд, Бреонна Тейлор, Ахмад Арбері та Тоні МакДейд.
У липні 2015 року Дрю була найнята на посаду комунікативної продюсерки у Музеї мистецтв "Метрополітен" в Нью-Йорку. Вона працювала на посаді до листопада 2019 року.
У 2016 році Дрю вела акаунт Білого Дому в Інстаграмі. Тоді ж у липні разом із письменницями Тейлор Рене Олдрідж та Джессікою Лінн та художньою історикинею Джессікою Беллою Браун Дрю організувала проєкт Black Art Incubator, двомісячну програму книжкових обмінів, арткритики та панельних дискусій.
У 2018 році Дрю була моделлю для показу Chromat Весна/Літо 2019 під час Тижня моди в Нью-Йорку.

### Книги
Дрю спільно з журналісткою Дженною Вортхем випустила спільну редакцію та випустила антологію «Black Futures». Після п’яти років створення колективна книга містить у собі безліч форм мистецтва більш ніж 100 творців чорного кольору, відповідаючи на запитання: “Що означає бути чорним і живим зараз?” Їх створення відмічає час, коли висота розширення прав і можливостей чорних співіснує з тугою системного гніту.
2 червня 2020 року Дрю випустила свою першу книгу «This Is What I Know About Art».

## Особисте життя
Дрю живе в Брукліні та ідентифікує себе як квір-персону.  Її партнер - Чейз Странгіо, адвокат із цивільних прав.